# Машково (Люберецький міський округ)
Ма́шково (рос. Машково) — присілок у складі Люберецького міського округу Московської області, Росія.

## Населення
Населення — 84 особи (2010; 200 у 2002).
Національний склад (станом на 2002 рік):
- росіяни — 94 %